# Glen De Boeck
Glen De Boeck (Boom, 1971. augusztus 22. –) belga labdarúgó, edző.

## Karrierje

### Játékosként
Karrierjét a Boom csapatában kezdte, itt az utánpótlásévek után 1992-ig játszott. Ezután a KV Mechelen csapatához igazolt, ahol három évet töltött. Ezt követően az egyik legnagyobb belga klub, az Anderlecht játékosa lett, és fokozatosan a bajnokság egyik legjobb védőjévé nőtte ki magát.
2005 februárjában vonult vissza súlyos térdsérülése miatt.

#### A válogatottban
A válogatottban 1993. október 6-án, Gabon ellen mutatkozhatott be, barátságos mérkőzésen. Két világbajnokságon, az 1998-ason és a 2002-esen is játszott, összesen három mérkőzésen.

### Edzőként
Visszavonulása után szinte rögtön edzősködni kezdett, két évig játékos-pályafutása utolsó csapatánál, az Anderlechtnél volt másodedző. Első komolyabb feladatát 2007-ben kapta, azóta a Cercle Brugge vezetőedzője.
2009 tavaszán visszautasította a Genk ajánlatát, ehelyett a Bruggével hosszabbított.

## Fordítás
- Ez a szócikk részben vagy egészben  a   Glen De Boeck című angol Wikipédia-szócikk fordításán alapul.  Az eredeti cikk szerkesztőit annak laptörténete sorolja fel. Ez a jelzés csupán a megfogalmazás eredetét és a szerzői jogokat jelzi, nem szolgál a cikkben szereplő információk forrásmegjelöléseként.

## Külső hivatkozások
- Profilja a Cercle Brugge honlapján Archiválva 2008. május 4-i dátummal a Wayback Machine-ben (hollandul)